# Sucúa (kanton)
Sucúa – kanton w prowincji Morona-Santiago, w Ekwadorze. Stolicą kantonu jest Sucúa.